# عين بوسوار
عين بوسوار هي إحدى القرى اللبنانية من قرى قضاء النبطية في محافظة النبطية.

## وصلات خارجية
موقع اتحاد بلديات اقليم التفاح